# Coscinia grammica
Coscinia grammica là một loài bướm đêm thuộc phân họ Arctiinae, họ Erebidae.